# Fairfield (Carolina del Norte)
Fairfield es un lugar designado por el censo del condado de Hyde  en el estado estadounidense de Carolina del Norte. 